# Nebles Point
Der Nebles Point (in Argentinien Punta Perro für Hundespitze, in Chile Punta San Bernardo für Bernhardinerspitze) ist eine Landspitze im Südwesten von King George Island im Archipel der Südlichen Shetlandinseln. In der Maxwell Bay bildet sie die westliche Begrenzung der Einfahrt zum Collins Harbour.
Der britische Seefahrer James Weddell hatte auf seiner Landkarte aus dem Jahr 1825 den Collins Harbour oder einen Naturhafen nördlich von Ardley Island als Nebles Harbour benannt. Da sich dieser Teil der Landkarte später nicht mehr eindeutig zuordnen ließ, entschied das UK Antarctic Place-Names Committee 1960, Weddells Benennung auf die hier beschriebene Landspitze zu übertragen. Der weitere Hintergrund von Weddells Benennung ist nicht überliefert. Namensgeber der argentinischen und chilenischen Benennung sind vermutlich Bernhardinerhunde, welche bei der 2. Chilenischen Antarktisexpedition (1947–1948) hier angelandet wurden.